# Аллаяров, Байрам
Байрам Аллаяров (туркм. Baýram Allaýarow, 10 мая 1961) — туркменский хоккейный тренер. Главный тренер сборной Туркменистана по хоккею с шайбой с 2016 года.

## Биография
Байрам Аллаяров родился 10 мая 1961 года.
С 2014 года тренирует «Галкан» из Ашхабада, представляющий Министерство внутренних дел Туркменистана. Выиграл с ним шесть чемпионатов страны. В 2016—2018 годах был ассистентом главного тренера, однако потом вновь возглавил команду.
В 2016 году занял пост главного тренера сборной Туркменистана. В феврале 2017 года руководил командой на зимних Азиатских играх в Саппоро, которые стали для туркменской сборной первым официальным международным турниром. Подопечные Аллаярова выступали во втором дивизионе. 18 февраля 2017 года в первом туре группового этапа они провели первый в истории официальный матч, выиграв у сборной Малайзии (9:2). Также туркмены победили на этой стадии сборные Макао (16:0) и Индонезии (12:2), а в финале победили Кыргызстан (7:3).
В 2018 году подопечные Аллаярова впервые участвовали в чемпионате мира. Сборная Туркменистана заняла первое место в низшем эшелоне мирового хоккея — квалификации третьего дивизиона, выиграв у сборных ОАЭ (4:0), Кувейта (24:2) и Боснии и Герцеговины (13:3).
В 2019 году туркмены под началом Аллаярова впервые играли в третьем дивизионе чемпионата мира, где заняли третье место среди шести команд, уступив Тайваню (4:5 в овертайме), Болгарии (2:6) и Турции (4:5) и выиграв у ЮАР (7:2) и Люксембурга (4:3).
Туркменские хоккеисты готовятся под руководством Аллаярова к участию в чемпионате мира 2021 года, где перед ними стоит задача выйти во второй дивизион.